# Hoogstraten in groenten en bloemen

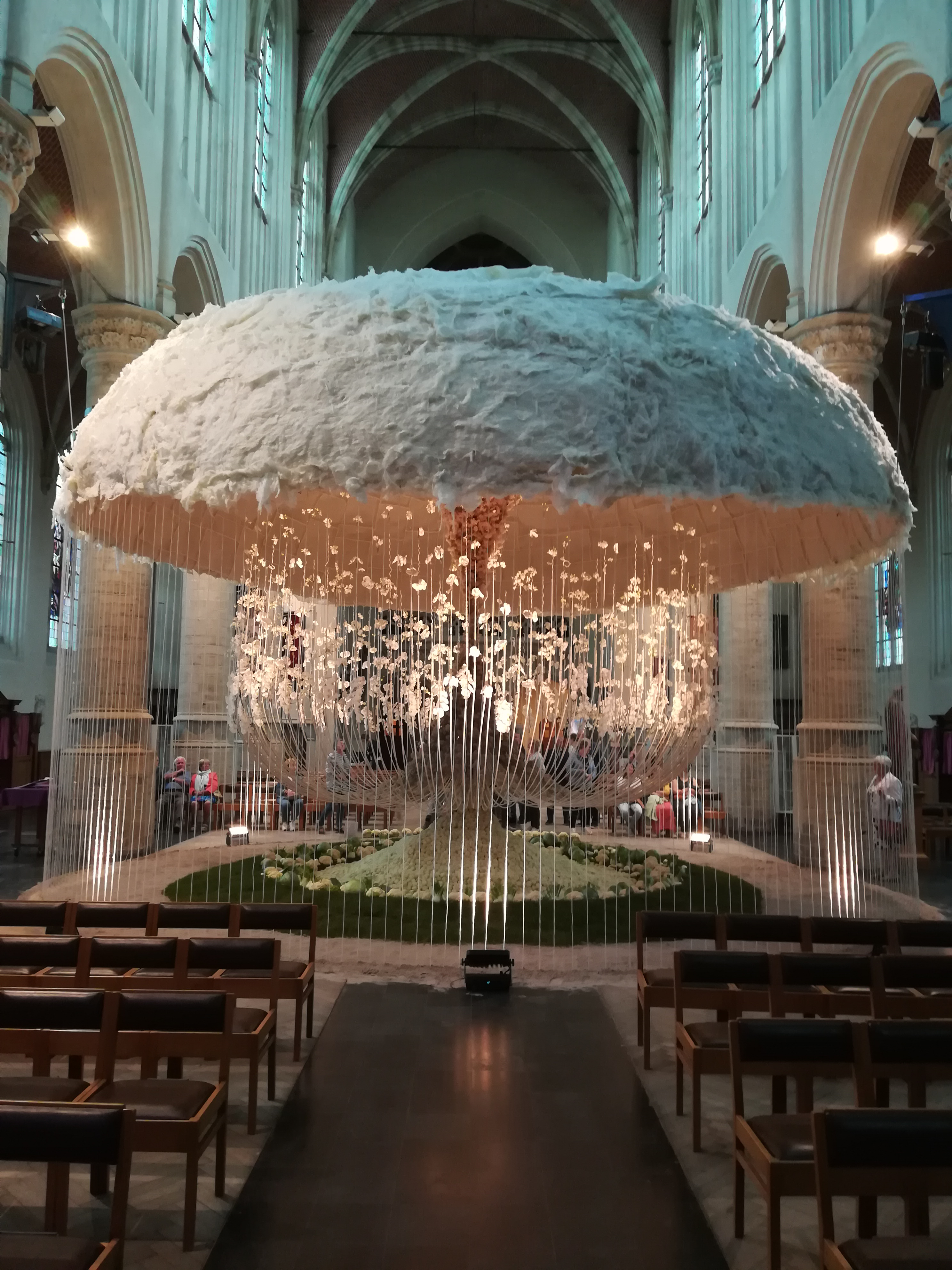
Hoogstraten in groenten en bloemen, jaargang 2019: 'De Verrijzenis' in de Sint-Katharinakerk (Hoogstraten)

Hoogstraten in groenten en bloemen is een jaarlijks terugkerende openluchttentoonstelling met bloemen- en groentecreaties in de Belgische gemeente Hoogstraten in het derde weekend van september.

## Ontstaan
Dit evenement ontstond in 1999 ter gelegenheid van de heropening van het gerestaureerde begijnhof van Hoogstraten. Het was aanvankelijk niet bedoeld als een jaarlijks terugkerend evenement, maar het enthousiasme van de vrijwilligers, onder leiding van Gilles Claes in het eerste jaar, en de waardering van het publiek zorgden ervoor dat het steeds groter en indrukwekkender werd.

## Ontwerpers

### Etienne Van Nyen (2000 - 2011)
Sinds 2000 had Etienne van Nyen (Hoogstraten, 26 november 1935 - Hoogstraten, 24 april 2024) de leiding op zich genomen. Het evenement was ondertussen uitgegroeid tot een indrukwekkende showcase van tientallen levensgrote creaties, met de inzet van meer dan honderdvijftig vrijwilligers. Hoogstraten in groenten en bloemen was zijn levenswerk.
Etienne van Nyen is een gewezen leraar bloemenkunst in de Kunstacademie van Hoogstraten (IKO). Hij heeft ook les gegeven aan verschillende andere bloemenscholen. Hij is een pionier in de bloemenkunst in Vlaanderen en Nederland. Vanuit zijn expertise was hij ook jurylid bij talrijke bloemencorso's en belangrijke bloemenwedstrijden. Als pionier was hij de ontwerper van Hoogstraten in groenten en bloemen van 2000 tot 2011. In 2018 was hij samen met Louis Geerts de winnaar van de 'Cultuurprijs van de stad Hoogstraten'  vanwege zijn levenslange verdienste.

### Tom De Houwer (vanaf 2012)

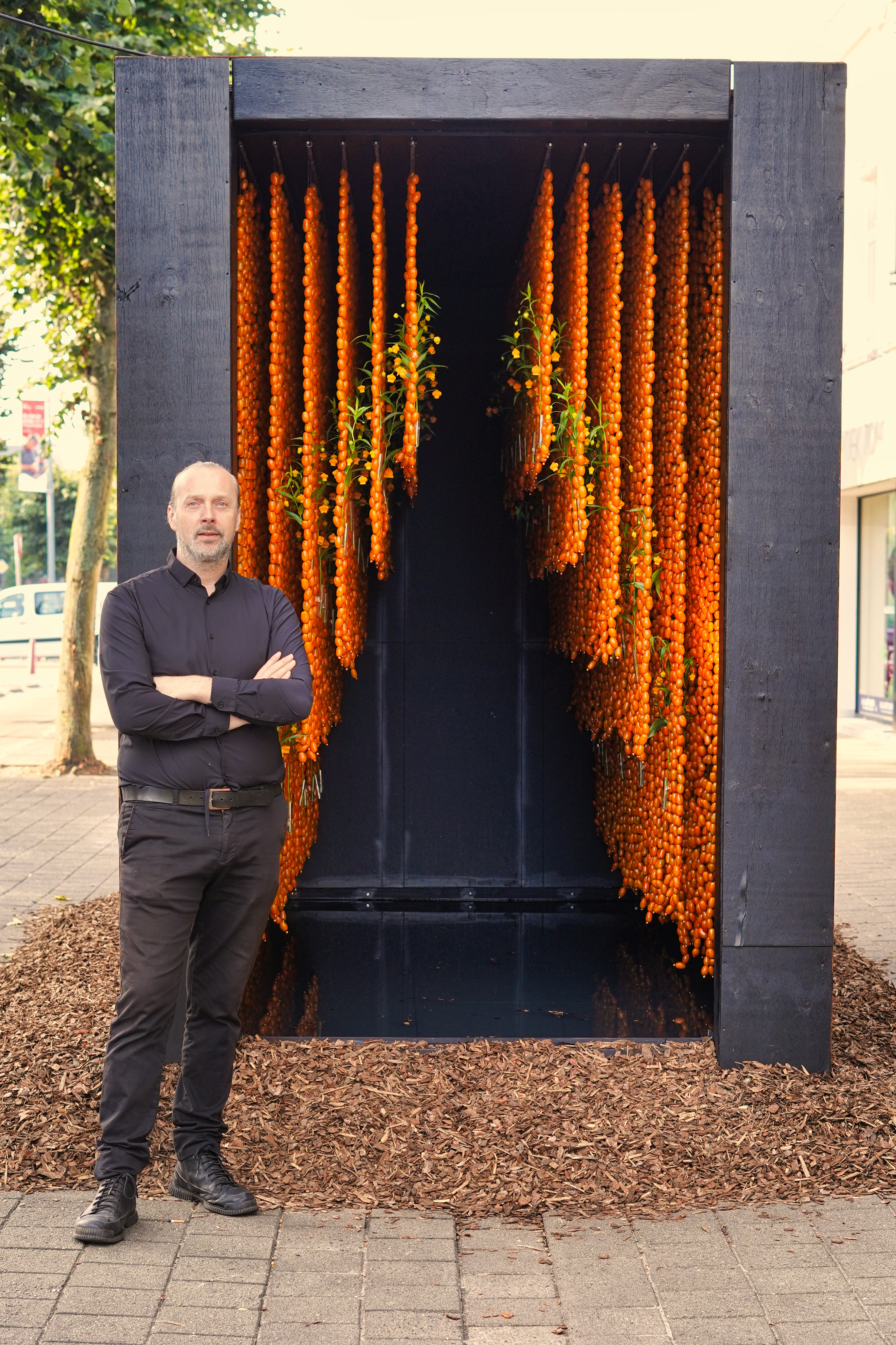
Tom De Houwer tijdens de editie van Hoogstraten in groenten en bloemen van 2023

In 2012 werd Tom De Houwer de opvolger van Etienne van Nyen. Hij is van opleiding grafisch vormgever, maar al snel na zijn studieperiode aan het Instituut Sint Lucas te Antwerpen ging hij creatief aan de slag met bloemen in zijn eigen zaak Ambrosia in Beerse. Met Tom kwam de internationale interesse voor Hoogstraten in groenten en bloemen in een stroomversnelling.
Zijn ontwerpen worden door duizenden liefhebbers gevolgd via publicaties in verschillende internationale media. Hij brengt lezingen en demonstraties in China, Zuid-Korea, Mexico, Nederland, Frankrijk, Italië en het Verenigd Koninkrijk. Tom brengt zijn visie en zijn passie uit naar ontwerpers van over de hele wereld.
Vanaf 2015 worden ook gastontwerpers ingezet. De Vlaamse ontwerpers Tania Huyghe, Stijn Simaeys en Jan De Ridder waren het eerst aan zet. Intussen heeft Tom als artistiek leider een internationaal team van ontwerpers rond zich verzameld vanuit de masterclasses die hij organiseert. Onder zijn leiding maken zij nieuwe creaties voor Hoogstraten in groenten en bloemen.
In 2023 bestond het internationaal team uit Katrien Goossens (België), Cindy Gunther (Frankrijk), Keith Stanley (USA), Diana Toma (Roemenië), Ekaarina Seehaus (Rusland), Francisca Pérez (Chili), Siyan Wu (Singapore), Tom Brawn (Ierland), Tuba Belgin Oskan (Turkije), Barbara Astbury (UK) en Eleni Bolaki (Griekenland).

## Bloeiende Samenwerking: Hoogstraten in Groenten en Bloemen
Louis Geerts was vanaf het begin nauw betrokken bij Hoogstraten in groenten en bloemen. Aanvankelijk als hoofd van de stedelijke groendienst, later als vrijwilliger coördineerde hij de materiële uitwerking en vele andere organisatorische aspecten. Door de jarenlange ervaring werd hij gaandeweg steeds meer de eerste partner voor de ontwerpers. Daarvoor ontving hij in 2018 samen met Etienne van Nyen de 'Cultuurprijs van de stad Hoogstraten'  
Hoogstraten in Groenten en Bloemen trekt jaarlijks enkele tienduizenden bezoekers.